# Букия, Владимир Валерьянович
Владимир Валерьянович Букия (род. 17 марта 1941 года, Тбилиси, ГрССР, СССР) — советский и российский художник, член-корреспондент Российской академии художеств (2011).

## Биография
Родился 17 марта 1941 года в Тбилиси Грузинской ССР, долгое время жил во Франции, в данное время живёт и работает в Москве и США.
В 1966 году — окончил Тбилисскую академию художеств.
В 2011 году — избран членом-корреспондентом Российской академии художеств.

## Творческая деятельность
Участвовал в оформлении общественных зданий и учреждений: Дворца пионеров на Ленинских горах, санатория в г. Чехове (фасад и интерьеры), Института космических исследований, Института проблем управления автоматики и телемеханики, интерьеров ресторана «Арагви» и других.
Среди произведений: панно в бальнеологическом санатории г. Гагры в Грузии (бронза, медь, эмаль. 18х3 м).
Произведения геральдики:
- герб СССР (диаметр ~5 м, выколотка, эмаль) для павильона СССР на Международной Лейпцигской ярмарке, на зданиях посольства СССР в Югославии, консульствах СССР на Шпицбергене и в г. Барселоне;
- герб Российской Федерации (диаметр 3,5 метра) для фасада здания нового посольства РФ в Корее, кабинета посла;
- гербы РФ для интерьеров префектур, министерств, офисов крупнейших российских фирм.

Произведения представлены в российских и зарубежных музеях, в частных коллекциях Франции, Германии, Швейцарии, Китае, Сша, Португалии, Армении, Грузии.